# Константин Костјуков
Константин Едуардович Костјуков (рус. Костянти́н Едуа́рдович Костюко́в; Кијев, 26. април 1967) српски је балетан, кореограф, режисер и балетски педагог руског порекла, рођен у Украјини. Првак је Балета Народног позоришта у Београду (у пензији). Од новембра 2004. године је на позицији директора, а од новембра 2012. на позицији вршиоца дужности директора Балета Народног позоришта у Београду.

## Биографија
Константин Костјуков рођен је 26. априла 1967. године у Кијеву у Украјини, где су се његови родитељи, пореклом Руси, доселили из Ростова. Отац Едуард, рођен у Ростову, био је такође балетан. Мајка Ина рођена је у Новосибирску. Упознали су се у Ростову, где је Ида студирала технику. Едуард је тада већ био ангажован у Националном театру у Кијеву, па су се после венчања обоје тамо преселили. Годину дана касније добили су сина Константина, а после четири године и ћерку Иру.
Када је Константину било осам година отац га је одвео у балетски студио јер је, као искусан играч, видео да дечак има одређене предиспозиције за ту професију. Међутим, Константин се прво определио за музичку школу па су га родитељи и уписали на одсек клавира, али је отац наставио га води у позориште на своје пробе, јер је препознао синовљев таленат. После три године дечак је напустио музичку школу и ипак уписао балетску школу.
Године 2001. дипломирао је на Међународном Центру позоришног института Украјине у Кијеву као педагог и кореограф, а 2013. магистрирао кореографију на Државном универзитету у Херсону.

## Професионална биографија

### Балетска каријера
Већ са осамнаест година Константин Костјуков постао је члан Театра Шевченко у Кијеву, где 1987. године добија звање првака балета. После турнеје по Канади 1988. године добио је понуду да остане, али је услов био да се одрекне руског држављанства и постане емигрант. Упркос томе што је требало одмах да добије ангажман као солиста, одбио је понуду, због канадског закона због кога пет година не би могао да напусти земљу, што је огроман период за каријеру сваког балетског играча. Годину дана касније гостовао је у Београду, где је добио исту понуду. У то време СССР се већ распадао, а понуђени услови били су одлучни, па је прихватио ову понуду. Године 1991. добио је ангажман као првак у ансамблу Балета Народног позоришта у Београду.
За време бомбардовања 1999. године он и његова тадашња професионална и животна партнерка Душка Драгичевић добили су отказ у Народном позоришту јер су били на заказаној турнеји на Кипру, али им је ангажман убрзо враћен. Од новембра 2004. до 2011. био је директор, а од новембра 2012. вршилац дужности директора Балета Народног позоришта у Београду. Каријеру играча завршио је 2018. године, али је остао на месту в. д. директора. Од играчке каријере, која је трајала 33 године, опростио се симболичном турнејом по Србији.

#### Балетски ангажман
Од почетка каријере Костјуков је остварио велики број улога:
- као члан ансамбла у балетима Театра „Шевченко” у Кијеву,
- као члан ансамбла у Народном позоришту у Београду
- на БИТЕФ-у 1992. године
- улоге у представама Камерне опере Мадленијанум
- гостујуће улоге у Новом Саду
- гостујуће улоге у Скопљу[4]

### Кореографски и режисерски рад
Осим као играч, Костјуков ради и као балетски кореограф. 
- За позориште у Темишвару 2003. године поставио је балет у опери „Аида”, а 2013. исти балет поставио је и у Народном позоришту у Београду.
- У Позоришту на Теразијама поставио је 2006. године кореографију у мјузиклу „Спусти се на земљу”.
- Аутор је кореографије и режије балета „Крцко Орашчић” у Народном позоришту у Београду 2014, и у Сарајеву 2017. године. Исте године поставио је и балет „Ромео и Јулија” у Српском народном позоришту у Новом Саду.
- Године 2017. био је асистент кореографа Дитмара Сајферта у балету „Вукови” и Анатолија Шекере у балету Ромео и Јулија, а у Позоришту на Теразијама поставио је балет у мјузиклу „Фантом у опери”.
- Исте 2017. године радио је и као стручни консултант на снимању филма „Бели гавран” у режији Рејфа Фајнса.[2][5]

### Педагошки рад
Године 2011. Константин Костјуков окренуо се и педагошкој каријери и са колегиницом и супругом Душком Драгичевић отворио Балетску школу „Костјуков-Драгићевић”. Школа је отворена у сарадњи са Центром лепих уметности „Гуарнериус”, а намењена је деци предшколског и млађег школског узраста.
У сарадњи са Центром лепих уметности “Гуарнериус” прваци Народног позоришта у Београду, Константин Костјуков и Душка Драгићевић од 3. октобра покрећу сколу балета за децу, подељену на две групе, млађа - деца узраста 4, 5, и 6 година и предшколска - 7, 8 и 9 година.
Идеја о отварању балетског студија у сарадњи са Јованом Колунџијом и Центром лепих уметности Гуарнериус одавно се родила, а ми смо пресрећни што коначно можемо да је реализујемо. Он је први Душкин супруг са којим има ћерку Катарину, а ми смо увек лепо сарађивали, без обзира на околности у приватном животу. Нас двоје знамо много тајни из света балета и биће нам драго да помогнемо некоме да и пре нас стигне до циља. Ипак, не доживљавам то као крај своје играчке каријере.

### Рад на филму и телевизији
- Константин Костјуков први пут се на ТВ екранима појавио 1991. године у новогодишњем специјалу „Образ уз образ”.[8]
- Године 2004. глумио је у ТВ филму „О штетности дувана”, снимљеном према делу Антона Павловича Чехова, а у режији Петра Зеца.[9]
- Године 2014. учествовао је као гостујући судија у једној епизоди музичког ријалити-програма „Твоје лице звучи познато”.[10]
- Године 2017 појавио се у улози кнеза Николаја Николајевича у првој епизоди прве сезоне серије „Сенке над Балканом”.[11]
- Године 2018. играо је улогу Коркина у филму „Бели гавран” (енгл. The White Crow) у режији Рејфа Фајнса,[12] у коме је радио и као као стручни консултант за кореографију.
- Године 2019. појавио се у ТВ серији „Народно позориште у 10 чинова”, у епизоди „Бели лабуд”.[13]

## Приватни живот
Константин Костјуков први пут се оженио у 21. години, колегиницом Јулијом са којом је био у браку годину дана. Са њом има сина Аљошу. По доласку у Југославију оженио се Косовком Радић, балерином београдског Народног позоришта, са којом је био у браку две године. После развода започео је заједнички живот са балерином Душком Драгичевић, са којом и даље живи у ванбрачној заједници. Душка има ћерку Катарину из претходног брака са Јованом Колунџијом. Константин и Душка имају сина Андреја.

## Гостовања
- Гостовања са Балетом Театра Шевченко из Кијева: Шпанија, Канада, Немачка, Швајцарска, Француска, Куба, Јапан, Португалија, Русија, Југославија, Сједињене Америчке Државе
- Гостовања са Балетом Народног позоришта: Босна и Херцеговина, Македонија, Хрватска, Кипар, Словенија, Колумбија, Шпанија, Мексико
- Гостовања са Камерном опером Мадленијанум: Бугарска, Румунија, Русија, Мађарска
- Самостална гостовања: Југославија, Шпанија, Русија, Либан, Кина, Македонија, Кипар[4]

## Учешће на Фестивалима
- Свердловск, Русија (1988)
- Нижњи Новгород, Русија (1992)
- У оквиру Светске изложбе Експо ’92. у Севиљи, Шпанија (1992)
- Бејтедин фестивал – Бејрут, Либан (1993)
- Ташкент – Узбекистан (1996)
- Фестивал Алисије Алонсо – Куба (1997)
- Град театар - Будва, Црна Гора (1997)
- Међународни џез фестивал „Варненско лето” - Варна, Бугарска (2002)
- Фестивал поводом 300 година Санкт Петербурга - Санкт Петербург, Русија (2003)
- Пролећни будимпештански фестивал, Будимпешта, Мађарска  (2004)[4]

## Награде
- Друга награда на II балетском такмичењу Украјине (1987)
- Прва награда са Ашхен Атаљанц[1] на VI светском такмичењу балетских парова Осака (1991)
- Годишња награда Народног позоришта у Београду за улогу Принца Зигфрида у балету „Лабудово језеро” (1991)
- Годишња награда Народног позоришта у Београду за улогу Базила у балету „Дон Кихот” (1992)
- Годишња награда Народног позоришта у Београду и Октобарска награда града Београда за улогу Господара у балету "Шехерезада" (1994)
- Награда за уметнички допринос године од стране Савезног Министарства културе (1995)
- Награда „Davidoff” за савремени позоришни израз за сезону 1998/1999 године за улоге у балетима „Вукови” и „Посвећење пролећа” (1999)
- Награда „Зоранов Брк” у Зајечару године за улогу Орфеја у балету Орфеј у подземљу (2002)
- Награда „Златни беочуг” Културно-просветне заједнице Београд за трајни допринос култури (2003)
- Годишња награда „Анатолиј Шекера” за играча године од стране Међународног Центра позоришног института Украјине (2002)
- Вукова награда (2007)
- Награда „Браћа Карић” (2015)
- Печат Народног позоришта (признање које се, по одлуци управника додељује поводом посебног доприноса животу и раду Народног позоришта (2019)[2]
- Златна медаља за заслуге, Република Србија (2023)[14]